# 노매드 (애니메이션 제작사)
유한회사 노매드(일본어: 有限会社ノーマッド 유겐가이샤 노맛도[*])는 일본 도쿄도 스기나미구에 위치한 일본의 애니메이션 제작사이다. 피에로의 전 직원이자 매드하우스의 프로듀서 오노 타츠야가 2003년 7월 설립했다.

## 제작한 시리즈

### 텔레비전
- 로젠 메이든
- 공주님 조심
- 쵸콧토 시스터
- Sola
- 광란가족일기
- 벚꽃사중주
- 알기 쉬운 현대마법
- 캠퍼
- 우리들에게 날개는 없다
- 귀가부 활동 기록
- 두 사람은 밀키홈즈
- 탐정 가극 밀키 홈즈 TD
- 비너스 프로젝트
- 사신 짱 드롭킥
- 문호 스트레이 독스
- 사랑이라 하기엔 기분 나빠
- 앨리스 기어 아이기스 Expansion
- 유사 하렘
- 게임 센터 소녀와 이문화 교류

### OVA / ONA
- 딸기 100%
- Sola
- 쾌도천사 트윈 엔젤
- D.C. 다카포 II
- 우리들에게 날개는 없다
- 사신 짱 드롭킥
- 앨리스 기어 아이기스

### 비디오 게임
- 몬스터 보이와 저주받은 왕국